# سمیرا فضیلی
سمیرا فضیلی سیاست‌مدار اهل آمریکا است. بایدن وی را برای پست معاونت شورای اقتصاد ملی آمریکا برگزید. او همچنین مدیر آژانس اقتصادی تیم انتقالی بایدن-هریس بود.
فضیلی پیش‌تر در بانک فدرال رزرو آتلانتا کار می‌کرد و در آنجا به عنوان مدیر تعامل برای توسعه اقتصادی و اجتماعی مشغول به کار بود.
سمیرا فرزند آقای محمد یوسف فضیلی و خانم رفیقا فضیلی که هر دو دکترانی هستند که از کشمیر به آمریکا مهاجرت کرده‌اند.